# کاستلآرکواتو
کاستلآرکواتو (به ایتالیایی: Castell'Arquato) یک کومونه در ایتالیا است که در استان پیاچنزا واقع شده‌است.

## خصوصیات
کاستلآرکواتو ۵۲ کیلومترمربع مساحت و ۴٬۶۷۰ نفر جمعیت دارد و ۲۲۴ متر بالاتر از سطح دریا واقع شده‌است.